# Psara ferruginalis
Psara ferruginalis là một loài bướm đêm trong họ Crambidae.